# Wojciech Marczewski
Wojciech Szczęsny Marczewski (Łódź, 28 febbraio 1944) è un regista e sceneggiatore polacco.
Nel 1982 il suo film Dreszcze ha vinto l'Orso d'argento, gran premio della giuria.

## Filmografia parziale
- Lekcja anatomii (1968)
- Most nad torami (1968)
- Podróżni jak inni (1969)
- Bielszy niż śnieg (1975)
- Wielkanoc (1975)
- Zmory (1979)
- Klucznik (1980)
- Dreszcze (1981)
- Ucieczka z kina "Wolnosc" (1990)
- Czas zdrady (1997)
- Weiser (2001)